# Belciana
Belciana is een geslacht van vlinders van de familie spinneruilen (Erebidae), uit de onderfamilie Calpinae.

## Soorten
- B. bicolor Wileman & West, 1929
- B. biformis Walker, 1858
- B. caerulea Hampson, 1926
- B. euchlora Hampson, 1926
- B. habroscia Prout, 1924
- B. kala Prout, 1924
- B. kenricki Bethune-Baker, 1906
- B. particolor Prout, 1924
- B. prasina Swinhoe, 1903
- B. pratti Bethune-Baker, 1906
- B. scorpio Galsworthy, 1997
- B. serrata Bethune-Baker, 1906
- B. sobieczkyi Kobes, 1983
- B. sophronia Prout, 1924
- B. subserrata Prout, 1924